# Irak aux Jeux olympiques d'été de 2024
L'Irak participe aux Jeux olympiques de 2024 à Paris. Il s'agit de sa 16e participation à des Jeux olympiques d'été.
L'haltérophile Ali Ammar Yusur Rubaiawi est le porte-drapeau de la délégation irakienne.

## Nombre d’athlètes qualifiés par sport
Voici la liste des qualifiés et sélectionnés irakiens par sport (remplaçants compris) :
| Sport                                 | Hommes | Femmes | Total |
| ------------------------------------- | ------ | ------ | ----- |
| Athlétisme                            | 1      | -      | 1     |
| Football                              | 18     | -      | 18    |
| Haltérophilie                         | 1      | -      | 1     |
| Judo                                  | 1      | -      | 1     |
| Sports aquatiques • Natation sportive | 1      | -      | 1     |
| Total                                 | 22     | 0      | 22    |

## Résultats

### Athlétisme

#### Hommes
| Athlètes            | Épreuve | Premier tour (ou tour préliminaire) | Premier tour (ou tour préliminaire) | Repêchage (ou premier tour) | Repêchage (ou premier tour) | Demi-finales | Demi-finales | Finale  | Finale  |
| Athlètes            | Épreuve | Temps                               | Rang                                | Temps                       | Rang                        | Temps        | Rang         | Temps   | Rang    |
| ------------------- | ------- | ----------------------------------- | ----------------------------------- | --------------------------- | --------------------------- | ------------ | ------------ | ------- | ------- |
| Taha Hussein Yaseen | 100 m   | 10 s 51 PB                          | 4e                                  | 10 s 50 PB                  | 9e                          | Éliminé      | Éliminé      | Éliminé | Éliminé |

### Football
| Épreuve          | Premier tour         | Premier tour          | Premier tour      | Premier tour | Quart de finale  | Demi-finale      | Finale / MB      | Rang |
| Épreuve          | Adversaire Score     | Adversaire Score      | Adversaire Score  | Rang         | Adversaire Score | Adversaire Score | Adversaire Score | Rang |
| ---------------- | -------------------- | --------------------- | ----------------- | ------------ | ---------------- | ---------------- | ---------------- | ---- |
| Tournoi masculin | Ukraine Victoire 2–1 | Argentine Défaite 1–3 | Maroc Défaite 0–3 | 3e           | Éliminés         | Éliminés         | Éliminés         | 10e  |

### Haltérophilie
| Athlète      | Compétition    | Arraché    | Arraché | Épaulé-jeté | Épaulé-jeté | Total      | Rang |
| Athlète      | Compétition    | Résultat   | Rang    | Résultat    | Rang        | Total      | Rang |
| ------------ | -------------- | ---------- | ------- | ----------- | ----------- | ---------- | ---- |
| Ali Rubaiawi | Plus de 102 kg | 200 kg JWR | 5e      | 237 kg      | 6e          | 437 kg JWR | 6e   |

### Judo
| Athlète      | Compétition    | 1er tour            | 2e tour             | Quart de finale     | Demi-finale         | Repêchage           | Finale / CB         | Rang    |
| Athlète      | Compétition    | Adversaire Résultat | Adversaire Résultat | Adversaire Résultat | Adversaire Résultat | Adversaire Résultat | Adversaire Résultat | Rang    |
| ------------ | -------------- | ------------------- | ------------------- | ------------------- | ------------------- | ------------------- | ------------------- | ------- |
| Sajjad Sehen | Moins de 81 kg | DSQ                 | Éliminé             | Éliminé             | Éliminé             | Éliminé             | Éliminé             | Éliminé |

### Natation
| Athlète         | Épreuve        | Séries       | Séries | Demi-finales | Demi-finales | Finale  | Finale  |
| Athlète         | Épreuve        | Temps        | Rang   | Temps        | Rang         | Temps   | Rang    |
| --------------- | -------------- | ------------ | ------ | ------------ | ------------ | ------- | ------- |
| Hasan Al-Zinkee | 100 m papillon | 1 min 0 s 23 | 39e    | Éliminé      | Éliminé      | Éliminé | Éliminé |